# Ouirgane
Ouirgane (Zentralatlas-Tamazight ⵡⵉⵔⴳⴰⵏ Wirgan, arabisch ويركان) ist ein Berberdorf (douar) mit etwa 1500 bzw. eine Landgemeinde (commune rurale) mit ungefähr 7000 Einwohnern an der Nordflanke des Hohen Atlas in der Provinz Al Haouz in der Region Marrakesch-Safi in Marokko.

## Lage
Der etwa 950 m hoch gelegene Ort befindet sich ca. 90 km (Fahrtstrecke) südlich der Stadt Marrakesch an der schmalen und kurvenreichen Bergstraße R203, die Marrakesch über den Tizi n’Test-Pass mit Taroudannt verbindet. Durch den Ort fließt der Oued Nfiss, der ganz in der Nähe durch die Barrage Yacoub El Mansour aufgestaut wird.

## Bevölkerung
| Jahr      | 1994 | 2004 | 2014 | 2024 |
| Einwohner | 6435 | 6916 | 7727 | 7687 |

Im Ort und seiner Umgebung leben nahezu ausschließlich Berberfamilien, die früher ausschließlich von der in den Tallagen des Oued Nfiss betriebenen Feldwirtschaft, vor allem aber von der Viehzucht (Schafe und Ziegen) lebten. Als Folge des zunehmenden Verkehrs auf der asphaltierten R203 und des Entstehens kleinerer Pensionen (gîtes) und Hotels für Touristen hat sich der Charakter des Ortes seit den 1980er Jahren stark verändert.

## Sehenswürdigkeiten
- Der Ort hat keinerlei besondere Attraktionen. Er bietet jedoch den wohlhabenderen Marokkanern und Europäern aus Marrakesch in den heißen Sommermonaten eine willkommene Abkühlung.
- Von Ouirgane aus können mehrtägige Bergwanderungen – bis hin zu einer Besteigung des Jbel Toubkal (4167 m) – unternommen werden.